# Jonny Buckland
Jonathan Mark Buckland (Islington kerület, London, 1977. szeptember 11. –), ismertebb nevén Jonny Buckland, hétszeres Grammy-díjas angol gitáros, akit leginkább a Coldplay nevű angol rockegyüttes gitárosaként lehet ismerni.

## Ifjúkora
Buckland Islingtonban született, Londonban. Négyéves korában Pantymwyn-be, Észak-Walesbe költözött. Bátyja, Tim, aki a My Bloody Valentine nevű együttes rajongója, bátorította, hogy zenészi pályára lépjen. Buckland tizenegy éves korában kezdett el gitározni, a The Stone Roses bátorítására. Jonny Buckland a walesi Moldban található Alun School iskolába járt, majd a University College London-ön csillagászatot és matematikát tanult. Itt ismerte meg az együttes többi tagját, és itt alapították meg a Coldplay-t. Egyetemi évei alatt gondnokként dolgozott.
Buckland zenéjére a Ride, Eric Clapton, George Harrison és Jimi Hendrix hatott. Gyakran él zenéjében slide-dal. Sokat szokták hasonlítani a U2 gitárosához, The Edge-hez is.

## Szóló munkássága
Buckland játszott Ian McCulloch Slideling című szóló albumán és Chris Martinnal együtt statisztált a Shaun of the Dead című filmben.

## Magánélet
Chris Martin gyakran "Jonny Boy-nak" vagy "J"-nek hívja a koncerteken, különösen ha Buckland egy szólóra vagy egy hosszú riffre készül. A Martin és Buckland közötti szoros barátság gyakran megnyilvánul koncerteken és interjúkon. Buckland és Simon Pegg Martin lányának, Apple-nek keresztapjai. Jonny Buckland a Tottenham Hotspur FC rajongója.
Buckland bátyja, Tim és együttese, a The Domino State, fellépett a Coldplay O2 Arena-ban tartott koncertjén 2008 decemberében.
Jonny Buckland Londonban lakik menyasszonyával, az ékszerész Chloe Lee-Evans-szel. Van egy közös gyerekük, Violet, aki 2007. november 3-án született.

## Fordítás
- Ez a szócikk részben vagy egészben  a   Jonny Buckland című angol Wikipédia-szócikk fordításán alapul.  Az eredeti cikk szerkesztőit annak laptörténete sorolja fel. Ez a jelzés csupán a megfogalmazás eredetét és a szerzői jogokat jelzi, nem szolgál a cikkben szereplő információk forrásmegjelöléseként.